# ブルガリア軍
ブルガリア軍（ブルガリアぐん、ブルガリア語：Българска армия）は、ブルガリア共和国の国軍。ブルガリア軍とは、参謀本部、三軍及び直轄部隊のみを指し、国防省、軍事情報庁、保安・憲兵・軍事防諜庁、軍事教育施設等を含めた場合には、ブルガリア共和国軍（Въоръжени сили на Република България）と称する。

## 機構

### 三軍
ブルガリア軍は、陸軍、空軍、海軍の三軍種から成る。
- ブルガリア陸軍（Сухопътни войски；СВ）
- ブルガリア空軍（Военновъздушни сили；ВВС）
- ブルガリア海軍（Военноморски сили；ВМС）